# Черкасова, Александра Максимовна
Алекса́ндра Макси́мовна Черка́сова (9 мая 1912 — 5 июня 1993) — инициатор патриотического движения за скорейшее восстановление разрушенных городов. Депутат Верховного Совета РСФСР, Почётный гражданин города-героя Волгограда.

## Биография
Александра Максимовна Черкасова родилась в 1912 году в селе Пришиб в крестьянской семье (сейчас — город Ленинск Волгоградской области). Отец погиб в Первую мировую войну, с малых лет Александре приходилось много работать.
«Молодая комсомолка Шура Шурова приехала в Сталинград в 30-х годах из деревни и стала работать на промышленных предприятиях города. Перед войной она трудилась на мясокомбинате».
С началом Сталинградской битвы участвовала в строительстве оборонительных сооружений, затем работала санитаркой в подразделениях 62-й армии, выносила с поля боя раненых, развозила населению продукты питания.
С 1943 года — работница детского сада № 38. В июне 1943 года, после разгрома немецких войск под Сталинградом, организовала из сотрудниц детского сада женскую добровольческую бригаду в 19 человек. В свободное от основной работы время бригада восстанавливала родной город. Женщины разбирали завалы, ремонтировали, приводили в порядок разрушенные здания. Бригада Черкасовой начала восстановливать «Дом Павлова» 13 июня 1943 года.

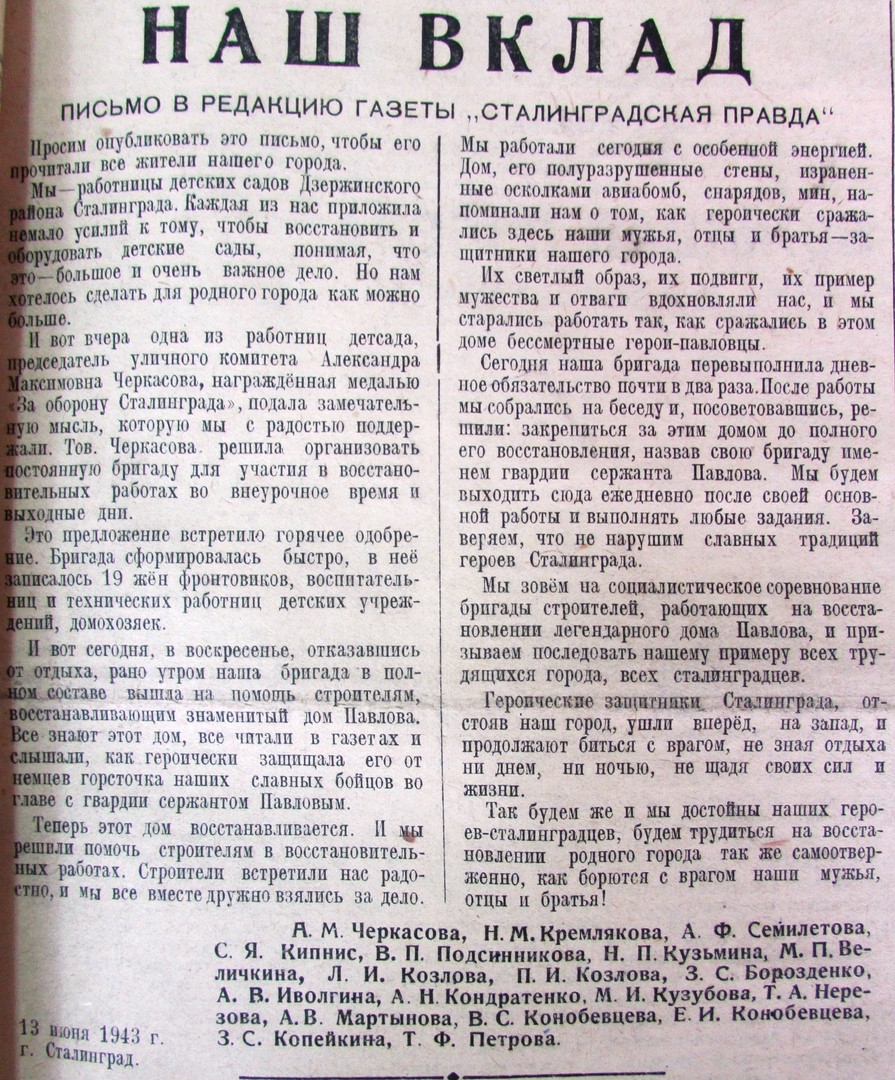
Призыв черкасовцев к жителям Сталинграда

15 июня 1943 года газета «Сталинградская правда» опубликовала призыв бригады А. М. Черкасовой последовать их примеру. Этот призыв был подхвачен и в других городах страны, разрушенных войной. Движение, названное черкасовским, стало всенародным.
Член КПСС с 1947 года.
В  1947 году Александра Максимовна, будучи заведующей хозяйством детского сада № 44, была зарегистрирована кандидатом в депутаты Верховного Совета РСФСР по Сталинградскому сельскому избирательному округу № 561.
Свыше 20 лет Александра Максимовна работала в жилищно-коммунальной службе города, возглавляла комплексную бригаду дворников. Она вела непримиримую борьбу с теми, кто бездумно расходовал воду и электроэнергию. По её инициативе проводились рейды бережливости.
Звание «Почетный гражданин города-героя Волгограда» присвоено Александре Максимовне Черкасовой решением Волгоградского городского Совета народных депутатов от 3 июля 1987 года за особые заслуги по восстановлению города.
Скончалась 5 июня 1993 года. Похоронена на Центральном (Димитриевском) кладбище Волгограда рядом с поэтессой Маргаритой Агашиной.

## Награды и звания
- медаль "За доблестный труд в Великой Отечественной войне 1941 -1945 гг."
- медаль «За оборону Сталинграда»
- орден «Знак Почёта»
- Почётный гражданин города-героя Волгограда